# Eishockey-Nationalliga (Österreich) 1958/59
Meister der Österreichischen Eishockey-Liga 1958/59 wurde zum vierten Mal der Vereinsgeschichte der EV Innsbruck, der damit den Vorjahrstitel erfolgreich verteidigte.

## Nationalliga

### Modus
Die sechs Vereine spielten je zweimal gegeneinander.

### Endtabelle
|    |                  | Sp | S | U | N | Tore  | Punkte |
| -- | ---------------- | -- | - | - | - | ----- | ------ |
| 1. | EV Innsbruck     | 09 | 9 | 0 | 0 | 73:15 | 18     |
| 2. | Klagenfurter AC  | 10 | 7 | 0 | 3 | 50:30 | 14     |
| 3. | EC Kitzbühel     | 10 | 5 | 0 | 5 | 78:36 | 10     |
| 4. | SV Leoben        | 10 | 3 | 1 | 6 | 29:46 | 07     |
| 5. | Villacher SV     | 10 | 3 | 1 | 6 | 33:70 | 05     |
| 6. | Wiener Jugend SV | 09 | 0 | 2 | 7 | 20:86 | 02     |

Abkürzungen: Sp = Spiele, S = Siege, U = Unentschieden, N = Niederlagen

Meister, Abstieg

Das Spiel Innsbruck gegen Wien wurde nicht mehr ausgetragen. 

## Meister der regionalen Spielklassen
- Ligagruppe Ost: Union Wien
- Ligagruppe Nord: Union Langenzersdorf
- Ligagruppe Mittelwest: Union Linz (A), EK Zell am See (B)
- Ligagruppe West: SV Silz (A), EHC Feldkirch (B), SV Jenbach (1. Klasse)
- Ligagruppe Süd: ATUS Eggenberg (A), Kapfenberger SV (B)